# Cobitis hankugensis
Cobitis hankugensis är en fiskart som beskrevs av Kim, Park, Son och Teodor T. Nalbant 2003. Cobitis hankugensis ingår i släktet Cobitis och familjen nissögefiskar. Inga underarter finns listade i Catalogue of Life.